# Wydział Nauk Społecznych Uniwersytetu Szczecińskiego
Wydział Nauk Społecznych Uniwersytetu Szczecińskiego – jeden z 7 wydziałów Uniwersytetu Szczecińskiego.

## Historia
Wydział powstał na mocy Zarządzenia nr 80/2019 Rektora Uniwersytetu Szczecińskiego z dnia 24 czerwca 2019 roku.

## Kierunki kształcenia
Dostępne kierunki:
- Animacja kultury – I stopień
- Bezpieczeństwo narodowe – I i II stopień
- Bezpieczeństwo wewnętrzne – I i II stopień
- Edukacja artystyczna - I i II stopień
- Management instytucji publicznych i public relations – I i II stopień
- Nauki o polityce – I i II stopień
- Pedagogika (profil ogólnoakademicki) – I i II stopień
- Pedagogika (profil praktyczny) – I i II stopień
- Pedagogika przedszkolna i wczesnoszkolna – jednolite magisterskie
- Pedagogika przedszkolna i wczesnoszkolna w rozszerzoną edukacja artystyczną – I  stopień
- Pedagogika specjalna – I i II stopień
- Pedagogika specjalna – jednolite magisterskie
- Praca socjalna – I i II stopień
- Psychologia – jednolite magisterskie
- Socjologia – I i II stopień

## Instytuty współpracujące

### Instytut Psychologii
Dyrektor: ks. prof. dr hab. Zdzisław Kroplewski
- Katedra Psychologii Ogólnej i Osobowości
- Katedra Psychologii Klinicznej i Psychoprofilaktyki
- Katedra Psychologii Społecznej i Rozwojowej

### Instytut Socjologii
Dyrektor: dr hab. Maciej Kowalewski
- Zespół Badawczy „Miasto”
- Zespół Badawczy „Socjologia i psychologia organizacji”
- Zespół Badawczy „Socjologia kultury”
- Pracownia Socjologii Zdrowia i Zachowań Prozdrowotnych
- Pracownia Diagnoz Społecznych i Badań Ewaluacyjnych (Pracownia Metodologii Nauk Społecznych i Metod Badań Socjologicznych)

### Instytut Pedagogiki
Dyrektor: p.o. dr hab. Anna Murawska
- Katedra Historii i Teorii Wychowania
- Katedra Pedagogiki Ogólnej, Dydaktyki i Studiów Kulturowych
- Katedra Pedagogiki Specjalnej
- Katedra Pedagogiki Społecznej
- Katedra Wczesnej Edukacji

### Instytut Nauk o Polityce i Bezpieczeństwie
Dyrektor: dr hab. Tomasz Czapiewski
- Katedra Systemów Politycznych i Badań Wyborczych
- Katedra Studiów nad Bezpieczeństwem
- Katedra Studiów Międzynarodowych i Europejskich

## Władze Wydziału
W kadencji 2020–2024:
| Stanowisko                 | Imię i nazwisko              |
| -------------------------- | ---------------------------- |
| Dziekan                    | dr hab. Irena Ramik-Mażewska |
| Prodziekan ds. studenckich | dr Michał Romańczuk          |